# Alexandre Debanne
Alexandre Debanne, né le 8 avril 1960 à Melun, en Seine-et-Marne, est un animateur de télévision français. Il commence sa carrière en tant qu'animateur radio sur diverses radios locales avant de devenir un des animateurs phares d'NRJ dans les années 1980. En 1987, il fait ses premiers pas à la télévision sur TF1 puis M6 avant d'être victime d'un grave accident de la route en 1996. À la suite de cela, il décide de changer de vie et s'inscrit dans divers domaines tels que le sport, la course automobile, le théâtre et le cinéma (séries).

## Biographie

### Carrière
Alexandre Debanne commence sa carrière à 20 ans sur FR3 Radio Centre (Bourges), puis avec l'avènement des radios locales, devient un des présentateurs vedette de CFM, une des toutes premières radios locales de Bourges qui s'éteindra après seulement 1 an d'existence. Il reviendra ensuite à Bourges avec Pascal Vannier et Jean Pat pour créer une station de radio locale (Diabolo FM) qui deviendra par la suite Vibration. Il devient après cela l'un des animateurs emblématiques de NRJ dans les années 1980.
En 1987, il anime l'émission Des clips dans mon 4 heures sur TF1. Puis sur M6, il présente Matchmusic, et Multitop dès le 19 juin 1989. Ensuite, il revient sur TF1, animateur de Toute la ville en parle (première diffusion le 10 octobre 1992 à 20 h 45, arrêtée le 20 février 1993).
En 1990, il coprésente avec Bernard Montiel l'émission Vidéo Gag et ce jusqu'en 1996.
Au début de l'année 1993, il prend le relais de Christian Morin et anime pendant un temps le jeu La Roue de la fortune.
En juin 1996, il est victime d'un grave accident de moto. Alexandre Delpérier le remplace alors dans Vidéo Gag. Il réapparaît à l'antenne le 30 décembre 1996 en exclusivité dans le journal de 20 heures de TF1 présenté par Patrick Poivre d'Arvor. En 1997, souhaitant se consacrer à ses passions (les voyages et le sport), il quitte TF1.
Après une première expérience théâtrale, il tente un retour à la télévision en 1998 sur France 3 avec le jeu Le Kadox, présent à l'antenne jusqu'en 2000.
Il se tourne ensuite vers les émissions d'aventure. Réalisateur de films d’aventures, « globe trotter », il aime sillonner le monde à la recherche des meilleurs spots pour le tourisme. Pour La Cinquième et Odyssée, il parcourt la Birmanie, la Papouasie, le Québec ou la Nouvelle-Calédonie dans l'émission Appel d'air.
Sportif émérite, il a gravi le Kilimandjaro et doublé en 2000 le cap Horn en motomarine (jet-ski) avec Vincent Lagaf' et Luc Alphand. En 2000, il devient Champion de France de karting Rota Max (en) pour la première saison de cette compétition (devant Sam Ghalleb, champion du monde 2004). En 2001, il bat le record de la traversée Ramatuelle-Calvi en jet-ski et, en 2002, celui du tour de Corse, en jet-ski également.
Il participe régulièrement à divers championnats automobiles comme le Trophée Andros, la Starcup, ou le Rallye Dakar en 2004 avec Marc Joineau,.
En 2000, il organise avec Bruno Pomart le premier raid exclusivement féminin : le Raid Amazones. Au programme, des courses de canoë-kayak, de VTT, ainsi que diverses épreuves d'orientation et de tir à l'arc.
Parallèlement à ses occupations sportives, il présente différentes émissions sportives sur différentes chaines du câble, dont TV5 Monde, Equidia, AB Moteurs, Terre d'infos, 8 Mont-Blanc, E! et Motors TV.
De février 2007 à janvier 2008, il présente Debout Les Chéries sur Chérie FM en direct du lundi au vendredi de 6 h 30 à 9 h 30 avec Valérie Bénaïm. Par la suite, il anime seul la matinale et ce jusqu'à la fin de la saison 2007-2008. En 2009, il présente l'émission Face au danger sur Virgin 17.
En 2012 et 2014, il joue le rôle du père de Sébastien dans la série Autoroute Express et dans Le Casse des casses, réalisés par Florian Hessique.
Le 28 février 2014, il remporte pour la troisième fois l'émission Le Grand Concours des animateurs, diffusée sur TF1.[réf. souhaitée].
Il reste employé par TF1 depuis 2008.

### Vie privée
En 1996, Alexandre Debanne a été le compagnon de l'animatrice de télévision Véronika Loubry.
En 2001, il devient père d’un garçon prénommé Léo.

## Liste d'émissions
- 1987 : Des clips dans mon 4 heures sur TF1
- 1989 : Matchmusic sur M6
- 1989-1990 : Multitop sur M6
- 1990 : animateur du concert La Plus Grande Discothèque du monde sur M6
- 1990-1996 : Vidéo Gag sur TF1
- 1992-1993 : Toute la ville en parle sur TF1
- janvier 1993-décembre 1994 : La Roue de la fortune sur TF1
- 1997-1998 :  Histoires d'en rire  sur TF1
- 1998-2000 : Le Kadox sur France 3
- 2006 : Terre de sports sur TV5 Monde
- depuis 2004 : Des brides et vous sur Équidia
- 2007 : Altitude sur TV8 Mont-Blanc
- 2008 : Les 20 stars qui ont frôlé la mort sur E!
- [Quand ?] : Moto Magazine sur AB Moteurs
- 2009 : Tous en course sur Équidia
- 2010 : Le Refuge sur Montagne TV

## Filmographie
- 2012 : Autoroute Express : saison 3 de Florian Hessique : Le père de Seb.
- 2014 : Le Casse des casses de Florian Hessique : Le père de Seb

## Théâtre
- 1997 : Voyage de noces de Marc Camoletti, mise en scène de l'auteur, théâtre Michel

## Publication
- Alexandre Debanne, Bloody Sunday, Éditions Michel Lafon, 1997  (ISBN 978-2-84098-255-5)